# Dennantia
Dennantia is een geslacht van uitgestorven weekdieren uit de klasse van de Gastropoda (slakken). Exemplaren van dit geslacht zijn slechts als fossiel bekend.

## Soort
- Dennantia ino (Tenison-Woods, 1879) †